# Hot City
Hot City è il secondo album in studio della cantautrice statunitense Bonnie McKee, pubblicato indipendentemente il 31 maggio 2024.

## Descrizione
Bonnie iniziò a lavorare al suo secondo album in studio già prima del 2013, quando lavorava sotto la Epic Records. Il brano American Girl, pubblicato il 23 luglio 2013, sarebbe dovuto essere il singolo pilota dell'album, e durante il resto del 2013 Bonnie cantò in live numerosi dei brani che avrebbero fatto parte del futuro album, facendoli diventare rapidamente popolari tra i fan; tuttavia, in seguito ad alcune vicissitudini, la Epic Records decise di non pubblicare il secondo singolo SLAY, e l'album intero fu cancellato. Per anni Bonnie non fu in grado di pubblicare le canzoni a causa di motivi legali legati alla casa discografica, riuscendo però comunque a pubblicare indipendentemente i brani Stars in Your Heart nel 2016 e Sleepwalker nel 2018 (quest'ultimo era già stato pubblicato non ufficialmente su SoundCloud e YouTube nel 2013, in attesa dell'uscita dell'album completo, allora mai avvenuto).
Per anni numerosi fan continuarono a chiedere alla cantante di pubblicare i brani, e alla fine, a partire dal 2022, Bonnie comunicò che aveva raggiunto un accordo con l'ex etichetta e avrebbe potuto iniziare a ri-registrare le tracce per poterle finalmente pubblicare, similmente a Taylor Swift. Il primo nuovo singolo, quarto in totale, SLAY, fu pubblicato il 28 giugno 2023, seguito dai brani Hot City l'11 agosto, Don't Get Mad Get Famous il 3 novembre e Jenny's Got A Boyfriend il 24 aprile 2024. Infine, l'album completo è uscito il 31 maggio 2024, circa 11 anni dopo il suo singolo apripista.
Fortunatamente, Bonnie è inoltre riuscita ad includere le tracce American Girl, Stars in Your Heart e Sleepwalker, come originariamente era stato programmato.

## Tracce
1. Don't Get Mad Get Famous (feat. Sophie Powers) – 2:39
2. Hot City – 3:39
3. Jenny's Got A Boyfriend – 3:13
4. Show You Mine – 3:01
5. I Wanna Call You – 3:06
6. American Girl – 3:43
7. Forever 21 – 3:43
8. SLAY – 3:39
9. Electric Heaven – 3:25
10. Worst In Me – 3:42
11. Snatched (feat. Priyanka) – 3:21
12. Sleepwalker – 4:04
13. Just A Kiss – 3:45
14. Rewind Your Heart – 3:32
15. Everything But You – 3:39
16. Stars in Your Heart – 4:47